# كأس المؤسس السعودي
كأس المؤسس أو كأس الملك عبد العزيز هي بطولة رسمية ينظمها الإتحاد السعودي لكرة القدم، أقيمت مرة واحدة بمناسبة مرور مائة عام على تأسيس المملكة العربية السعودية، وانتهت البطولة بفوز نادي الهلال السعودي في المباراة النهائية على نادي الأهلي السعودي بهدفين لهدف، وتعتبر هذه البطولة من أهم البطولات السعودية كونها ستقام مرة واحدة كل 100 عام، وحظيت بتغطية إعلامية وجماهيرية كبيرة لتزامنها بالاحتفالات المئوية.

## الأندية المشاركة
شارك في هذه المرحلة التي تمثل الأدوار النهائية لهذه المسابقة 16 فريقاً منها 12 فريقاً تأهلت مباشرة ودون الدخول في التصفيات؛ كونها كانت تشارك عند إقرار هذه المسابقة في دوري كأس خادم الحرمين الشريفين (موسم 1999) وهي فرق:
- نادي الهلال
- نادي الاهلي
- نادي الاتحاد
- نادي الشباب
- نادي النصر
- نادي الاتفاق
- نادي الرياض
- نادي الطائي
- نادي النجمة
- نادي الوحدة
- نادي الأنصار
- نادي هجر.

بالإضافة إلى 4 فرق تأهلت عبر تصفيات تمت على مرحلتين وهي فرق:
- نادي الخليج
- نادي التعاون
- نادي الشعلة
- نادي المصيف.[3]

## الإعلان الرسمي لانطلاق البطولة
صدر البيان السامي في عهد خادم الحرمين الشريفين آنذاك الملك فهد بن عبد العزيز، بإقامة بطولة كأس المؤسس، بمناسبة مرور مائة عام على تأسيس المملكة العربية السعودية، بمشاركة الأندية المسجلة رسمياً في الرئاسة العامة لرعاية الشباب (الهيئة العامة للرياضة حاليا) بتنظيم وإشراف الاتحاد السعودي لكرة القدم، جاء ذلك الإعلان بعد أن أُقيمت مباراة كأس السوبر السعودي التي ذهب دخلها الجماهيري إلى جمعية أبها الخيرية بين نادي الهلال (بطل الدوري السعودي للمحترفين عام 1999) والأهلي (بطل كأس ولي العهد عام 1999) والتي فاز بها نادي الهلال بنتيجة قوامها (5-2) وتوج بها الفريقين راعي المباراة صاحب السمو الملكي الأمير سلمان بن عبد العزيز أمير منطقة الرياض آنذاك ولعبت المباراة كافتتاح رسمي لكأس عبد العزيز آل سعود (كأس المؤسس) قبل بداية مباريات البطولة الرسمية.

## مباريات البطولة رسميا
أُقيمت البطولة بين أندية المملكة المسجلة رسمياً والبالغ عددها 153 نادياً وتم إقامة المباريات بنظام خروج المغلوب (ذهاب وإياب) من عدة أدوار، مروراً بدور الستة عشرة ثم دور الثمانية ثم دور الأربعة ثم المباراة الختامية التي رعاها خادم الحرمين الشريفين آنذاك الملك فهد بن عبد العزيز، وتوج فيها الهلال بطلاً لكأس المؤسس البطولة الأغلى سعودياً.

### مباريات دور الستة عشرة
- - (إياب) الشعلة 2-3 الطائي
- (ذهاب) الشعلة 0-0 الطائي
  - (إياب) النجمة 0 -1 النصر
- (ذهاب) النجمة 1-1 النصر
  - (إياب) التعاون 0-4 الاتفاق
- (ذهاب) التعاون 0-3 الاتفاق
  - (إياب) الأنصار 1-2 الهلال
- (ذهاب) الهلال 3-0 الأنصار
  - (إياب) الوحدة 0-1 الشباب
- (ذهاب) الوحدة 2-0 الشباب
  - (إياب) المصيف 0-5 الرياض
- (ذهاب) المصيف 2-2 الرياض 
  - (إياب) الخليج 2-1 الاتحاد
- (ذهاب) الخليج 0-5 الاتحاد
  - (إياب) هجر 0-1 الاهلي
- (ذهاب) هجر 0-5 الأهلي

### مباريات دور الثمانية
- - (إياب) الرياض 4-4 الاتحاد
- (ذهاب) الاتحاد 5-0 الرياض 
  - (إياب) الأهلي 1-1 الاتفاق
- (ذهاب) الأهلي 5-0 الاتفاق
  - (إياب) الهلال 2-0 الوحدة
- (ذهاب) الهلال 1-0 الوحدة
  - (إياب) الطائي 0-1 النصر
- (ذهاب) الطائي 1-2 النصر

### مباريات دور الأربعة
- - (إياب) الهلال 0-0 النصر
- (ذهاب) الهلال 2-1 النصر
  - (إياب) الأهلي 3-2 الاتحاد
- (ذهاب) الأهلي 1-1 الاتحاد

### المباراة النهائية
- الهلال (1:2) الأهلي (نتيجة الشوط الأول 2-0)

## مراسم التتويج
توج خادم الحرمين الشريفين أنذاك الملك فهد بن عبد العزيز، الملك الخامس بين ملوك المملكة العربية السعودية نادي الهلال السعودي بكأس المؤسس في ليلة إسطورية في يوم 10/11/1420 حيث استلم كابتن نادي الهلال يوسف الثنيان كأس المائة عام من جلالة الملك وتسلم لاعبوا الفريق الميداليات الذهبية في حين تسلم نجوم النادي الأهلي الميداليات الفضية لحلولهم في مركز الوصافة.

## المسابقة بلغة الأرقام
حملت مسابقة كأس المؤسس العديد من الإحصائيات الرقمية والتي كانت سمة تميز المسابقة والتي من أبرزها النتائج الكبيرة التي حققتها بعض الفرق على حساب فرق أخرى وكانت أكبر النتائج التي تحققت في هذه المسابقة وهي نتيجة واحدة تحققت في أكثر من مناسبة:
- - فوز الرياض على المصيف (5 / صفر) دور الـ16.
  - فوز الأهلي على هجر ( 5/ صفر) دور الـ16، ونفسها حققها الاهلي في مرمى الاتفاق في دور الثمانية.
  - فوز الاتحاد على الرياض (5/ صفر) دور الثمانية.
  - فوز الاتحاد على الخليج (5/1) دور الـ16.
  - فوز الهلال على الاهلي (5-2) في مباراة افتتاح البطولة.

وكثيرة هي الأرقام القياسية التي تحققت في هذه المسابقة، فأكبر نسبة أهداف سُجلت كانت في مباراة الاتحاد والرياض في دور الـ16 مباراة الذهاب (4/4).
- أقوى هجوم في المسابقة:
  - الاتحاد سجل هجومه (18) هدفاً
  - الأهلي سجل هجومه (17) هدفاً
  - الرياض سجل هجومه (11) هدفاً
- أقوى دفاع في البطولة:
  - الهلال ولج مرماه ( ثلاثة أهداف) فقط من سبع مباريات
  - النصر ولج مرماه (ثلاثة أهداف) فقط من ست مباريات
- أضعف دفاع:
  - الاتحاد ولج مرماه (11) هدفاً كان نصيب مهاجمي الرياض في مباراة واحدة فقط (4) اهداف.
- أرقام عامة:
  - بلغ مجموع الأهداف التي سُجلت في هذه المسابقة (87)هدفاً.
  - أما البطاقات بلونيها الأصفر والأحمر فبلغت (82) بطاقة صفراء و(9) بطاقات حمراء.
  - بلغ عدد المباريات (28) مباراة خلال ادوارها الـ16، والـ8، والـ4، انتهت (21) منها بالفوز بينما انتهت (7) بالتعادل، اثنتان منها بالتعادل السلبي وكانت مباراة الهلال والنصر الذهاب، اما اللقاء الثاني فكان قد جمع الطائي والشعلة لقاء الإياب في الخرج.
  - هداف المسابقة فقد حصل عليه مهاجم الأهلي المحترف ريكاردو بعد أن سجل (8) أهداف نصفها في مرمى هجر في لقاء الإياب في جدة، وجاء الحسن اليامي في المرتبة الثانية بـ(5) أهداف.
  - الدخول مجاناً، من أبرز ماتميزت به مسابقة كأس المؤسس في جميع مبارياتها السماح للجماهير الرياضية بحضور المباريات والاستمتاع بها مجاناً ودون مقابل كمشاركة من هذه الجماهير بالاحتفال بالمناسبة السعيدة والغالية على هذا الوطن.

وهذا التوجه الذي لازم مباريات المسابقة جعلها تحظى بحضور جماهيري كبير وخاصة في اللقاءات التنافسية القوية والتي شهدها دور الاربعة في قمتي جدة والرياض وجمع الأول الاهلي والاتحاد والثاني الهلال والنصر.
ولهذا يتوقع ان يحفل لقاء هذه الليلة بحضور جماهيري كبير خاصة وانه سيقام على درة الملاعب استاد الملك فهد الدولي بالرياض.
كما انه سيجمع الهلال صاحب الشعبية الجارفة على ارضه وبين جماهيره والاهلي الذي يتمتع هو الآخر بشعبية كبيرة.